# Komplettladungsverkehr
Als Ladungsverkehre oder Komplettladungsverkehre werden Transporte bezeichnet, bei denen eine einzige Komplettladung auf einem Transportfahrzeug befördert wird. 
Als Komplettladung bezeichnet man die Gütermenge, die für einen Transport bei einem Verlader (Versender) abgeholt und ohne Umschlag an einen Empfänger auf einem Transportmittel transportiert wird und die dabei, im Gegensatz zu Teilladungen, alleinig das Transportmittel auslastet. Aus dem Englischen übernommen wird eine Komplettladung im Lkw-Verkehr auch als FTL (Full Truckload) bezeichnet. Bei Container-Verkehren spricht man von FCL (Full Container Load) und im Eisenbahnverkehr von einer Wagenladung.
Der Güterversand als Komplettladung stellt beim Lkw-Verkehr in der Regel die schnellstmögliche Transportvariante dar, da das Transportgut ohne weiteren Umschlag auf direktem Wege vom Verladeort zum Empfänger befördert wird. Bei Containerladungen und Wagenladungen im Eisenbahnverkehr verbleibt das Transportgut ebenfalls ohne Umschlag in der Transporteinheit, jedoch werden Container und Eisenbahnwaggons häufig zu noch größeren Transporteinheiten zusammengefasst, etwa bei Verladung auf ein Containerschiff oder Zusammenstellung zu einem Ganzzug.